# Peter Torbiörnsson
Peter Torbiörnsson, född 24 december 1941 i Bromma församling i Stockholm, är en svensk filmare och journalist, som på 1980-talet var informatör åt Sandinistregeringen i Nicaragua. Han är far till Tove Torbiörnsson.
Torbiörnsson började arbeta som journalist i Latinamerika på 1960-talet.
Den 30 maj 1984 var han involverad i bombdådet i La Penca mot politikern Edén Pastora. Pastora överlevde svårt skadad men bomben dödade sju personer och skadade 22, däribland Torbiörnsson.  Attentatsmannen, argentinaren Vital Roberto Gaguine, reste med Torbiörnsson  under täckmantel av att vara en dansk fotograf vid namn Per Anker Hansen. År 2011 gjorde Torbiörnsson dokumentärfilmen Last Chapter: Goodbye Nicaragua där han erkände sin medverkan i bombplanen som sjösattes av sandinistisk underrättelsetjänst. Han uppger att han visste att Gaguine var spion åt sandinisterna men att han inte kände till bombplanen. Det var kubanen Renán Montero, då Nicaraguas underrättelsechef, som bett honom att ta med sig den "danske fotografen" på sin resa för att träffa Pastora. 

## Filmografi
- Ninosca (2020)
- Sista kapitlet (2011)
- De sista lakandonerna (2005)
- De älskande i San Fernando (2001)
- Vapenvilan (1989)
- Reyno! (1987)
- Flykten (1985)
- Hotet (1985)
- På gränsen (1985)
- Flykten och förtrycket (1975)